# Jean-Apôtre Lazaridès
Jean-Apôtre Lazaridès también llamado Apo Lazaridès, nacido en Marles-les-Mines, el 16 de octubre de 1925 y fallecido el 30 de octubre de 1998 en Niza, fue un ciclista francés de origen griego que fue profesional de 1946 a 1955. Su éxito más importante fue la consecución de la medalla de plata en el Campeonato Mundial de Ciclismo en Ruta de 1948. Su hermano Lucien Lazarides también fue ciclista profesional.

## Palmarés
1948
- 2.º en el Campeonato del Mundo de ciclismo

1949
- Polymultipliée

## Resultados en las grandes vueltas
| Carrera         | 1946 | 1947 | 1948 | 1949 | 1950 | 1951 | 1952 | 1953 | 1954 | 1955 |
| --------------- | ---- | ---- | ---- | ---- | ---- | ---- | ---- | ---- | ---- | ---- |
| Giro de Italia  | -    | -    | -    | -    | 34.º | -    | -    | -    | -    | -    |
| Tour de Francia | -    | 10.º | 21.º | 9.º  | 28.º | Ab.  | -    | -    | 13.º | 39.º |
| Vuelta a España | -    | -    | -    | -    | -    | -    | -    | -    | -    | -    |
| Mundial en Ruta | -    | -    | 2.º  | -    | -    | -    | -    | -    | -    | -    |